# Edsbro

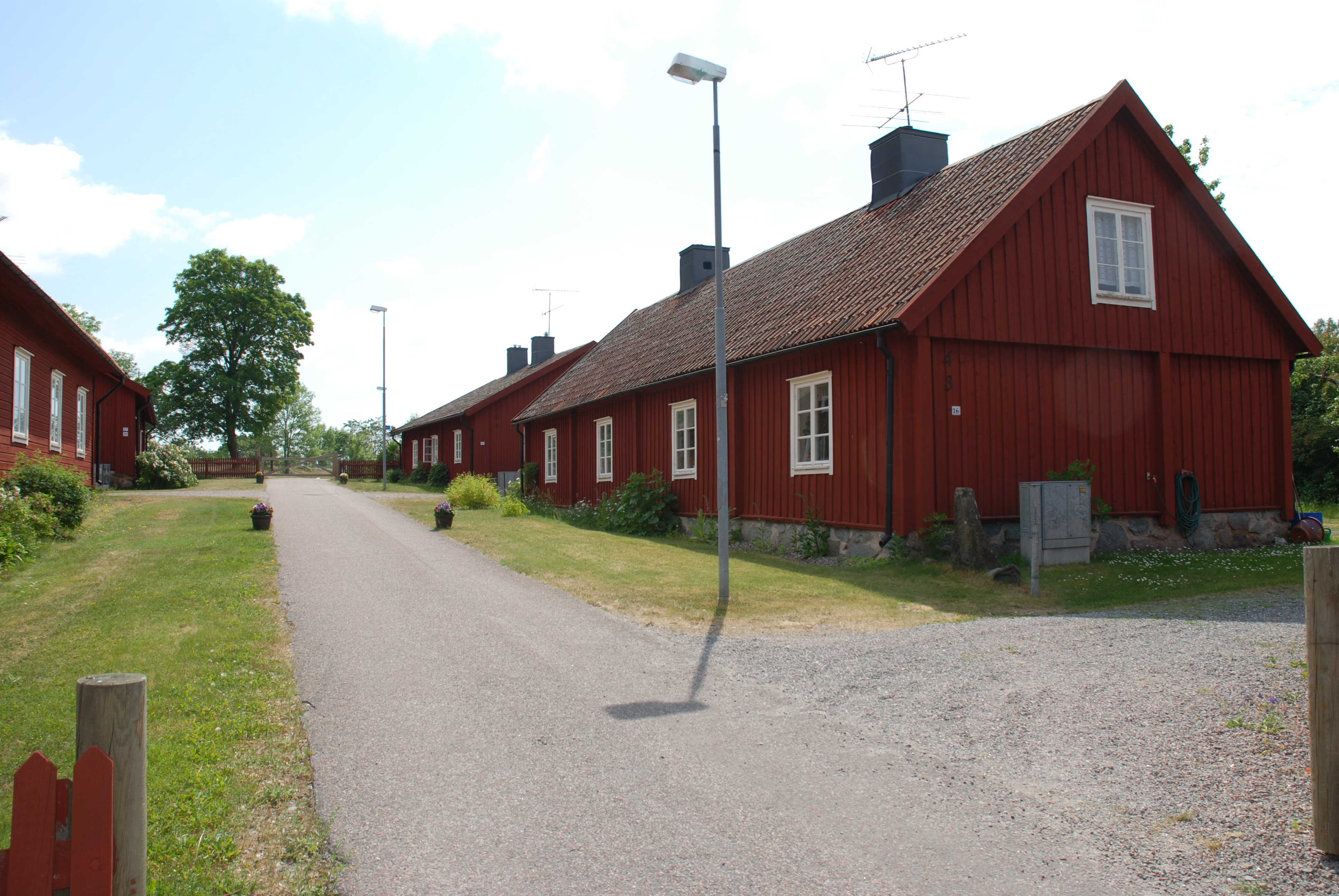
Bruksgatan

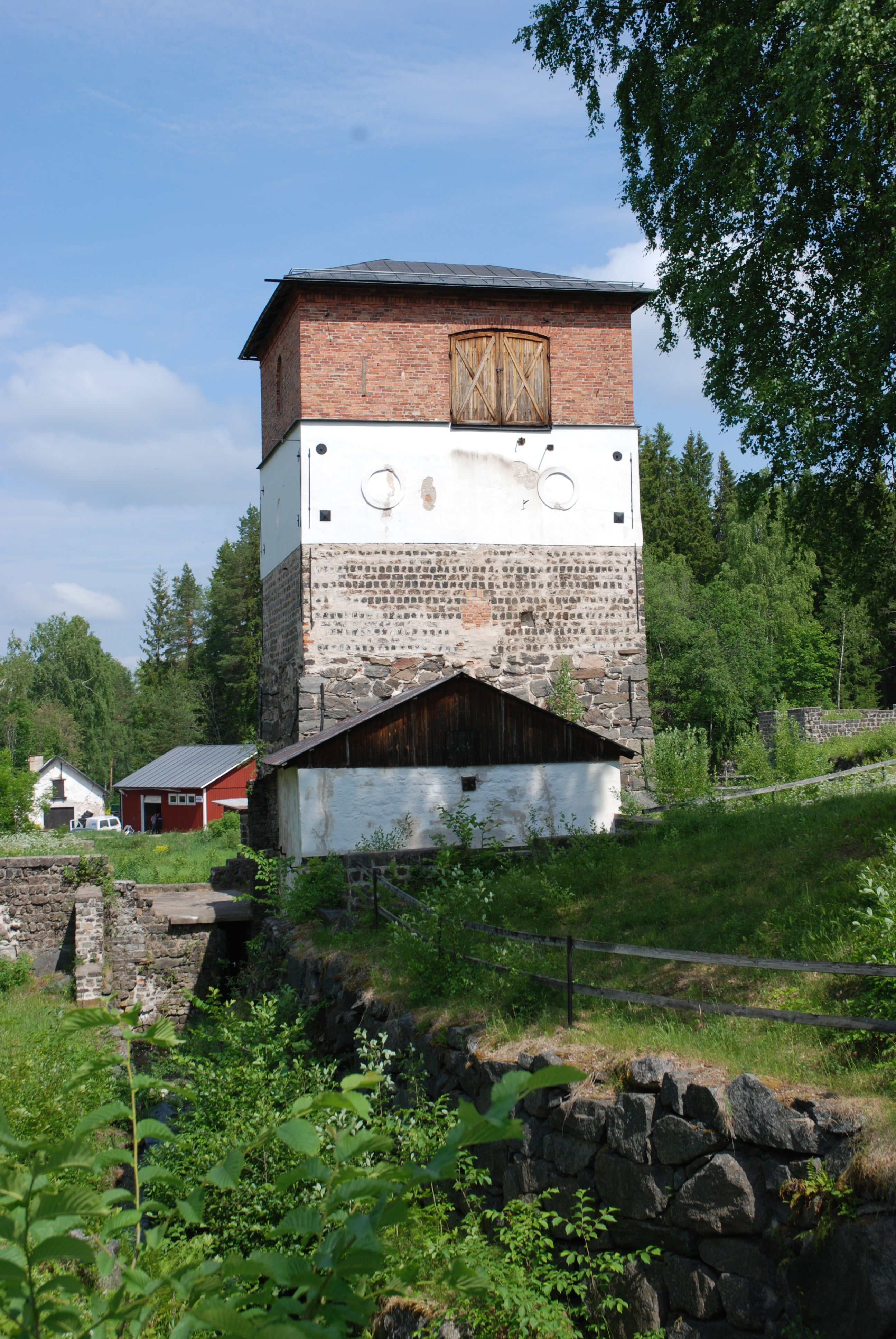
Masugnen, Edsbro bruk

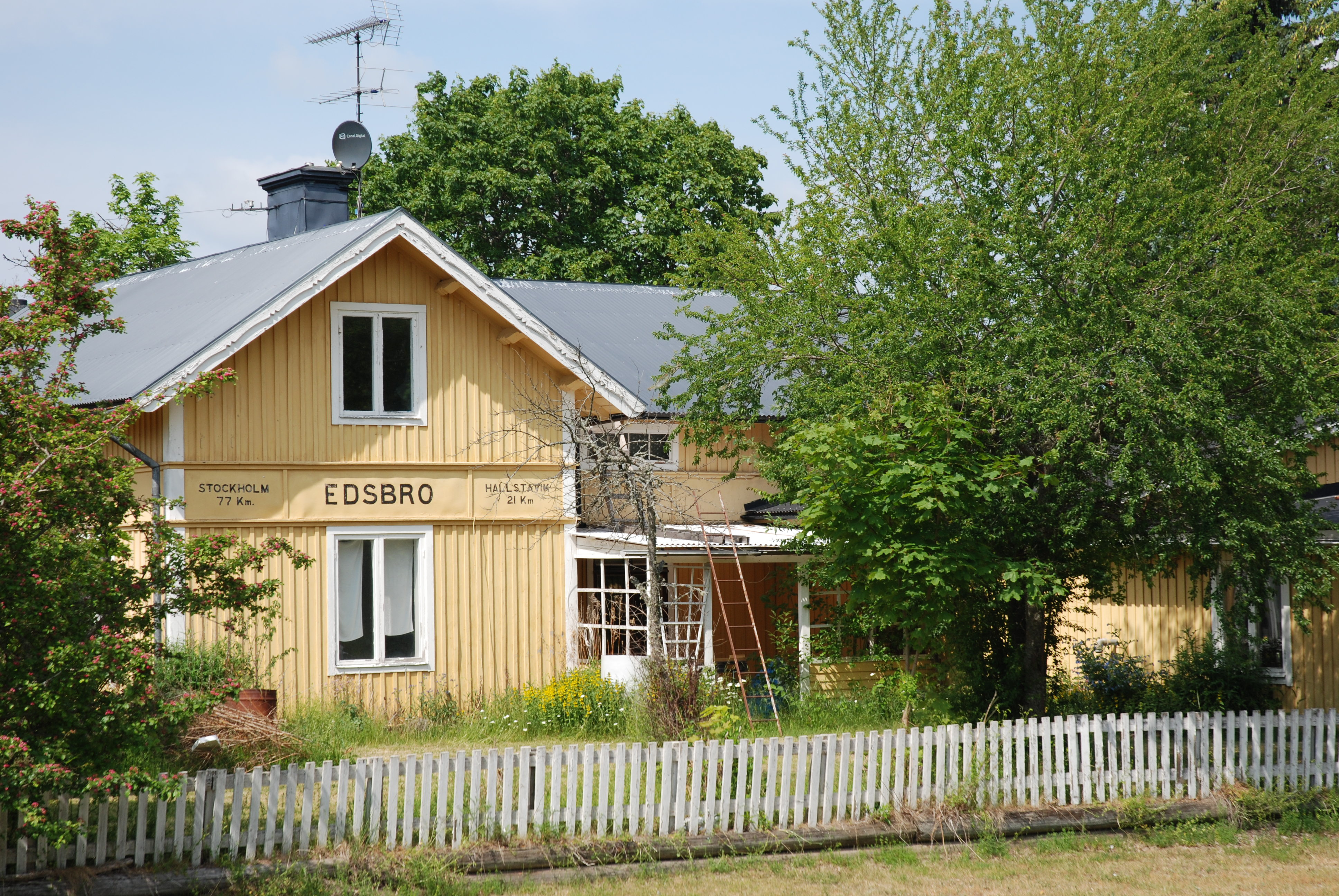
Den tidigare järnvägsstationen

Edsbro är en tätort i Norrtälje kommun, och kyrkbyn i Edsbro socken.

## Historia
Edsbro är en gammal bruksort, här fanns ett vallonbruk med masugn och klensmedja. Ruinerna efter dessa är välbevarade.

### Edsbro fornborg
Edsbro fornborg heter Lundboborg. Den var under järnåldern en imponerande anläggning men idag återstår bara resterna efter den mäktiga kallmurade befästningen. Den är 210 meter lång och omsluter helt bergsplatån. Muren är som mest 2,5 meter hög och 5 meter bred. Borgen uppfördes troligen vid mitten av järnåldern, under folkvandringstiden (400-550 e.Kr.). Man kan än idag se spåren efter borgens två ingångar, den ena i söder och den andra i sydöst. Markytan innanför murarna har blivit rensad från stenar, bland annat för att bereda plats för hus. På krönets norra del finns den tydligaste grunden.
Lundboborg ligger invid Edsbro-Kyrksjön, en väl använd vattenled under järnåldern. Det strategiska läget garanterade en god överblick över farleden. Höjdläget innebar också att borgen syntes på långt håll. Här demonstrerade den tydligt härskarens makt och resurser för förbipasserande. Kanske har syftet med borgen varit lika mycket att imponera och avskräcka från anfall som att användas i faktisk krigföring.
På andra sidan sjön finns ytterligare två fornborgar. De är inte arkeologiskt undersökta, så man vet mycket lite om dem. Ingen av dem är dock lika imponerande som Lundboborg. Vid år 0 (noll) var vattennivån här 10 meter högre än vad den är idag.

### Edsbro kyrka
Huvudartikel:Edsbro kyrka
Edsbro kyrka uppfördes på 1200-talet.

### Edsbro masugn
Efter branden i Skebo bruk 1686 överfördes masugnsrättigheterna till Edsbro. En masugn uppfördes och brukets naturliga kraftkälla kom att bli vattenkraft som drev vattenhjul och blåsmaskiner, med mera. Vid bruket tillverkades råjärn (gösar) från 1686 till år 1919.
Anläggningen har sedan starten tillhört Skebo bruk. Dit transporterades tackjärnet i pråmar över sjön Närdingen och förädlades. Masugnen är om- och påbyggd ett flertal gånger vilket framgår av ugnens olika byggnadsmaterial. Översta påbyggnaden utfördes år 1905. 
Malmen rostades med gas från masugnen för att bli fri från svavel och andra oönskade ämnen. Den blev så skör och lätt att den för hand kunde krossas till små stycken. Rostad malm och träkol fördes i olika transportbanor upp till masugnskransen överst på ugnen och fylldes på, ibland med tillsats av kalksten om kiselhalten i malmen var för hög. Temperaturen i masugnen ökades genom inblåsning av så kallad blästerluft från en blåsmaskin. Ugnen tappades genom olika tömningshål var tredje eller fjärde timme. Den lättare slaggen användes som byggnadsmaterial i omkringliggande byggnader eller kördes på tippen. Järnet rann ut i formar och blev gösar och efter 1870 tackjärn eller gjutjärn.
I äldre tid var masugnen öppen. På 1800-talet slöts den upptill. Härigenom kunde gasens värme tas tillvara och användas till förvärmning av blästerluften.

### Befolkningsutveckling
| Befolkningsutvecklingen i Edsbro 1950–2020 | Befolkningsutvecklingen i Edsbro 1950–2020 | Befolkningsutvecklingen i Edsbro 1950–2020 | Befolkningsutvecklingen i Edsbro 1950–2020 | Befolkningsutvecklingen i Edsbro 1950–2020 |
| ------------------------------------------ | ------------------------------------------ | ------------------------------------------ | ------------------------------------------ | ------------------------------------------ |
|                                            |                                            |                                            |                                            |                                            |
| År                                         |                                            |                                            | Folkmängd                                  | Areal (ha)                                 |
| 1950                                       | 1950                                       |                                            | 319                                        |                                            |
| 1960                                       | 1960                                       |                                            | 271                                        | 58                                         |
| 1965                                       | 1965                                       |                                            | 285                                        | 59                                         |
| 1970                                       | 1970                                       |                                            | 328                                        |                                            |
| 1975                                       | 1975                                       |                                            | 395                                        |                                            |
| 1980                                       | 1980                                       |                                            | 388                                        |                                            |
| 1990                                       | 1990                                       |                                            | 532                                        | 82                                         |
| 1995                                       | 1995                                       |                                            | 518                                        | 82                                         |
| 2000                                       | 2000                                       |                                            | 529                                        | 83                                         |
| 2005                                       | 2005                                       |                                            | 515                                        | 83                                         |
| 2010                                       | 2010                                       |                                            | 488                                        | 82                                         |
| 2015                                       | 2015                                       |                                            | 578                                        | 151                                        |
| 2020                                       | 2020                                       |                                            | 591                                        | 151                                        |
|                                            |                                            |                                            |                                            |                                            |

## Kommunikationer
- SL linje 639 till och från Hallstavik respektive Stockholm (Tekniska högskolan)
- UL linje 808 till och från Norrtälje respektive Uppsala via Knutby.